# Amir Hossein Zare
Amir Hossein Zare (persisk: امیرحسین زارع; født 16. januar 2001) er en iransk bryder, der konkurrerer i fristil.
Han repræsenterede Iran ved sommer-OL 2020 i Tokyo, hvor han tog bronze i 125 kg.